# Notocelia uddmanniana
Notocelia uddmanniana es una especie de polilla del género Notocelia, tribu Eucosmini, familia Tortricidae. Fue descrita científicamente por Linnaeus en 1758.
La envergadura es de unos 15–20 milímetros. Se distribuye por Europa.